# Монастырь Святой Екатерины (Штральзунд)
Монастырь Святой Екатерины в Штральзунде или Катариненклостер — монастырь, построенный из кирпича в архитектурном стиле северо-германской готики, являющийся одним из старейших монастырей на берегах Балтийского моря. Он также входит в число тех немногих обителей на севере Германии, чьи готические здания, почти полностью сохранились.
Во время Реформации монастырь был распущен. Его здания перешли в муниципальную собственность и использовались с тех пор для различных светских целей.

## История
Монастырь был основан в XIII веке монахами из Ордена Проповедников по просьбе князя Рюгена Яромара II. Первые документальное упоминание о монастыре относится к 1251 году. 31 октября 1261 год князь Рюгена Вицлав II подписал акт, которым передал обители земли, на которых она была основана.
Строительство монастыря было начато с трёхнефной церкви, высотой около 70 метров, чьё возведение было завершено в 1317 году. Обращает на себя внимание крыша здания с плафонами XV века, появившимися после реконструкции и расширения XIV—XV веков. Монастырь Святой Екатерины вскоре после своего основания приобрёл широкую известность. С XIV и по начало XVI века в Штральзунде в стенах обители проходили генеральные капитулы монахов-доминиканцев.

На волне Реформации в 1525 году ганзейский город Штральзунд распустил монастырь и завладел его имуществом. 

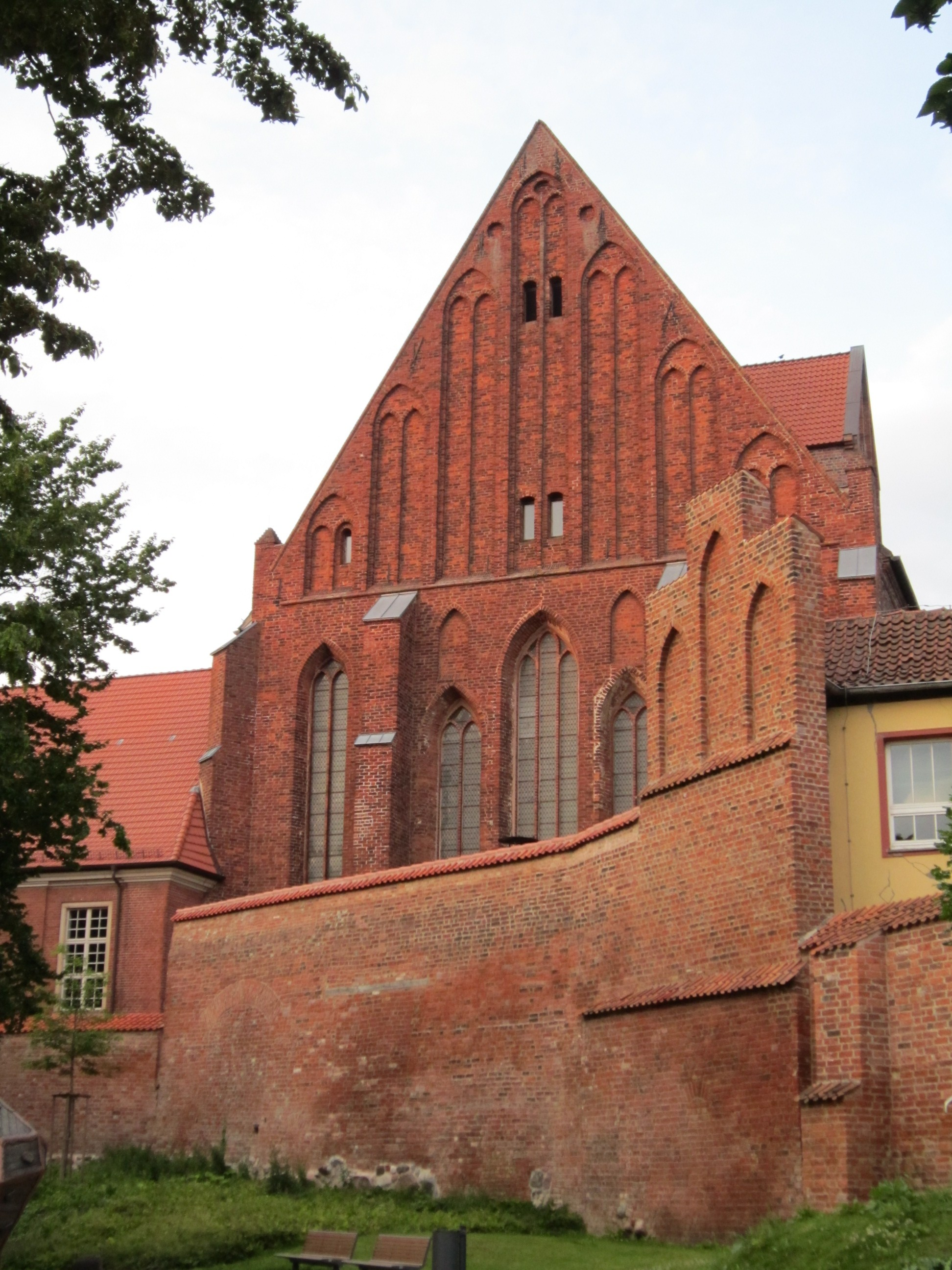
Бывшая монастырская церковь Святой Екатерины (западная сторона)

В 1560 году для бывших учеников и преподавателей церковно-приходских школ в западной части обители была основана городская гимназия, а в восточной части был создан детский приют. Монастырская церковь с 1678 года использовалась как арсенал, склад оружия при правлении генерал-губернаторов из Швеции, а с 1815 года Пруссии. В 1902 году здание бывшей монастырской церкви в городе Штральзунд было продано муниципалитету.
В 1919 году детский приют переехал из стен обители и с 1919 по 1924 годы восточная часть монастыря была полностью восстановлена. После чего сюда переехал Музей местных древностей и предметов искусства, основанный Рудольфом Байером. Этот муниципальный музей стал предшественником сегодняшнего Музея истории культуры в Штральзунде. В начале 1950-х годов на территории обители был также основан Музей природы, переименованный в Музей океанографии и рыбного хозяйства — ныне Национальный Океанографический музей.
До 1945 года часть зданий бывшего монастыря занимала городская гимназия, выпускниками которой были Эрнст Мориц Арндт и Рудольф Байер. В 1933 году школа послужила фоном для фильмов о воспитании молодежи.

## В настоящее время
Сегодня на территории бывшего монастыря Святой Екатерины располагаются два самых важных музея в городе Штральзунд. В его зданиях находятся Музей истории культуры в Штральзунде и Национальный Океанографический музей.